# Hans Driesch
Hans Adolf Eduard Driesch (28. října 1867 Bad Kreuznach – 16. dubna 1941 Lipsko) byl německý biolog, evolucionista a filosof, zakladatel moderního vitalismu.

## Biografie
Driesch studoval od roku 1886 ve Freiburgu u A. Weismanna, od roku 1887 v Jeně zoologii u E. Haeckela a botaniku. Od roku 1889 studoval mořskou biologii v Plymouthu, na výpravách do Indie a na ostrov Hvar a od roku 1891 pracoval na zoologické stanici v Neapoli. Od roku 1900 přednášel v Heidelbergu, od roku 1907 byl profesorem přirozené teologie v Aberdeenu (Skotsko), kde také napsal své hlavní dílo „Filosofie organického“ (Philosophie des Organischen). Od roku 1909 přednášel přírodní filosofii v Heidelbergu, od roku 1911 v Kolíně nad Rýnem a od roku 1921 filosofii v Lipsku. Zabýval se také parapsychologií a roku 1933 byl nacisty předčasně penzionován.
Drieschova vědecká kariéra začala už v Neapoli, kde studoval zejména zárodky ježovek a podařilo se mu oddělit první rozdělené buňky jejich zygot. Studium jejich dalšího vývoje inspirovalo jeho vitalismus. Původně se totiž domníval, že z každé z nich se vyvine příslušná část organismu, k jeho překvapení se však každá vyvíjela k celku organismu. Z toho Driesch odvodil, že každá buňka zárodku je předem naprogramována ke svému cíli – dospělému organismu – podobně, jak to předpokládala Aristotelova entelechie. Základním rysem organismu je tedy jeho celistvost a zaměřenost k cíli, jak se projevuje např. v dorůstání orgánů nebo v reprodukci.
Drieschův vědecký a filosofický vitalismus vyvolal značnou kritiku jednak z hlediska pozitivismu, jednak ze strany novokantovství. Když se v pozdějším věku věnoval stále víc parapsychologii, byl vědeckou obcí odmítnut. Nicméně k některým z jeho náhledů se později vrátila molekulární biologie nebo teorie autopoiesis chilského biologa H. Maturany.